# Józef Ziemborowski
Józef Ziemborowski herbu Szaszor – burgrabia grodzki liwski w 1764 roku.